# 吳盈潔
吳盈潔（1992年11月3日—）為臺灣女子籃球運動員，現效力於台元女籃。吳盈潔就讀花崗國中三年級時開始打籃球，國中畢業後北上進入滬江高中，高二開始與台元女籃前輩一同練球，大學就讀臺師大幫助球隊完成UBA三連后，研究所考進佛光大學，2016年到臺北市立大學讀研究所。吳盈潔第11季WSBL到第13季WSBL分別以場均16.5、20、18.7三連霸得分后頭銜，2018年9月前往中國大陸加盟WCBA山東女籃，但因為球隊在該賽季有打進季後賽，下個球季無法與臺灣球員簽約。第16季WSBL回歸台元女籃，但因為右邊膝蓋受傷在一場未打的情況下賽季就報銷。

## 外部連結
- 吳盈潔在archive.fiba.com（archived）（英语）
- 吳盈潔在fiba3x3.com（英语）
- 吳盈潔在Eurobasket.com（球員）（英语）